# مرد توخالی (فیلم ۲۰۲۰)
مرد توخالی (به انگلیسی: The Empty Man) یک فیلم آمریکایی در ژانر ترسناک فراطبیعی و دلهره‌آور محصول سال ۲۰۲۰ است. این فیلم به کارگردانی و نویسندگی دیوید پریور است. همچنین این فیلم بر اساس رمان گرافیکی به همین نام به نویسندگی کالن بون و ونسا آر. دل رِی که توسط استودیو بوم! منتشر شده است. از جمله بازیگران این فیلم جیمز بج دیل، مارین ایرلند، استیون روت، ران کانادا، رابرت آرمایو، جوئل کورتنی و ساشا فرولوا هستند.
این فیلم در ۲۳ اکتبر سال ۲۰۲۰ توسط فاکس قرن بیستم در سینماهای ایالات متحده منتشر شد.

## خلاصه داستان
پس از آن‌که گروهی از نوجوانان یک شهر کوچک غربی به‌ طور مرموزی ناپدید می‌شوند، مردم محلی معتقدند که این کار افسانه محلی معروف به مرد توخالی است. وقتی که یک پلیس بازنشسته در حال تحقیق و تلاش برای درک این اتفاق است، او یک گروه پنهان را کشف می‌کند و می‌فهمد آنها تلاش می‌کنند یه موجود وحشتناک و عرفانی را احضار کنند و به زودی زندگی او و نزدیکانش در معرض خطری بزرگ قرار می‌گیرند.

## بازیگران
- جیمز بج دیل در نقش جیمز لاسومبرا
- مارین ایرلند در نقش نورا کوئِیل
- استیون روت در نقش آرتور پارسونز
- ران کانادا به عنوان کارآگاه ویلیرز
- رابرت آرامایو در نقش گَرت
- جوئل کورتنی در نقش برندون می‌بوم
- ساشا فرولوا در نقش آماندا کوئِیل
- سامانتا لوگان در نقش داورا والش
- آرون پول در نقش پال
- آدام فرگوسن در نقش تولپا
- اوون تیگ در نقش دانکن وِست
- اِوِن جان‌آکایت در نقش گِرِگ
- تانیا ون گران در نقش آلیسون لاسومبرا
- رابرت کوتز در نقش مرد توخالی